# Кулаков, Алексей Петрович
Алексей Петрович Кулаков (1932—2017) — советский и российский учёный-геоморфолог, заслуженный деятель науки Российской Федерации, доктор географических наук.

## Биография
Родился 16 ноября 1932 г. в Саратове. В 1954 году с отличием окончил геологический факультет Саратовского государственного университета имени Н. Г. Чернышевского по специальности «Геология».
В 1954—1960 гг. инженер-геолог и начальник партии в Алтайской экспедиции института «Гипроцветмет», в 1960—1961 старший геоморфолог в Сибирском НИИ геологии, геофизики и минерального сырья (Новосибирск).
С 1961 по 1979 г. работал в Дальневосточном геологическом институте ДВНЦ АН СССР, в 1970 г. защитил кандидатскую диссертацию, с 1972 г. учёный секретарь ДВГИ ДВНЦ АН СССР.
В 1979 г. вместе с отделом геоморфологии переведён в Тихоокеанский институт географии ДВНЦ АН СССР, назначен заведующим лабораторией динамической геоморфологии и в этой должности работал до 2004 года. Вёл преподавательскую деятельность в Дальневосточном государственном университете.
В 1989 году защитил докторскую диссертацию на тему: «Морфоструктура восточной окраины Евразии».
С 2004 года работал главным научным сотрудником в лаборатории геоморфологии Тихоокеанского института географии ДВО РАН.
В 2004 году ему присвоено почетное звание заслуженного деятеля науки Российской Федерации.
Его основными направлениями научных исследований были: колебания уровня океана в антропогене, геоморфологическое строение и морфоструктурная эволюция Восточной Азии и других континентальных окраин мира, кольцевые морфоструктуры Восточной Азии и дна Тихого океана.
Умер во Владивостоке 20 июля 2017 года.

## Научные труды
Список научных работ А. П. Кулакова насчитывает более 220 публикаций, в том числе 10 монографий, из них 3 — авторские.
Избранные сочинения:
- Морфоструктура востока Азии / А. П. Кулаков; Отв. ред. Г. И. Худяков; АН СССР, Дальневост. науч. центр, Тихоокеан. ин-т географии. — М. : Наука, 1986. — 174,[1] с., [1] отд. л. ил. : ил.; 22 см.
- Морфотектоника и палеогеография материкового побережья Охотского и Японского морей в антропогене / А. П. Кулаков. — М. : Наука, 1980. — 175 с. : ил., 1 отд. л. ил.; 22 см.
- Четвертичные береговые линии Охотского и Японского морей [Текст] / Отв. ред. канд. геол.-минерал. наук Г. И. Худяков ; АН СССР. Дальневост. науч. центр. Дальневост. геол. ин-т. — Новосибирск : Наука. Сиб. отд-ние, 1973. — 188 с., 1 л. схем. : черт., карт.; 21 см.